# Grant Kereama
Grant Kereama est un animateur radiophonique néo-zélandais, et un DJ.

## Carrière

### Animateur radio
Grant Kereama a effectué sa carrière d'animateur en étant présent sur la radio ZM (New Zealand). Grant coprésente l'émission du matin avec son épouse Pauline Gillespie (Polly).

## Santé
En 2005, l'information filtre que Grant est le donneur du rein pour l'ancien All Black Jonah Lomu,.